# ゲオルク・フリードリヒ・グローテフェント

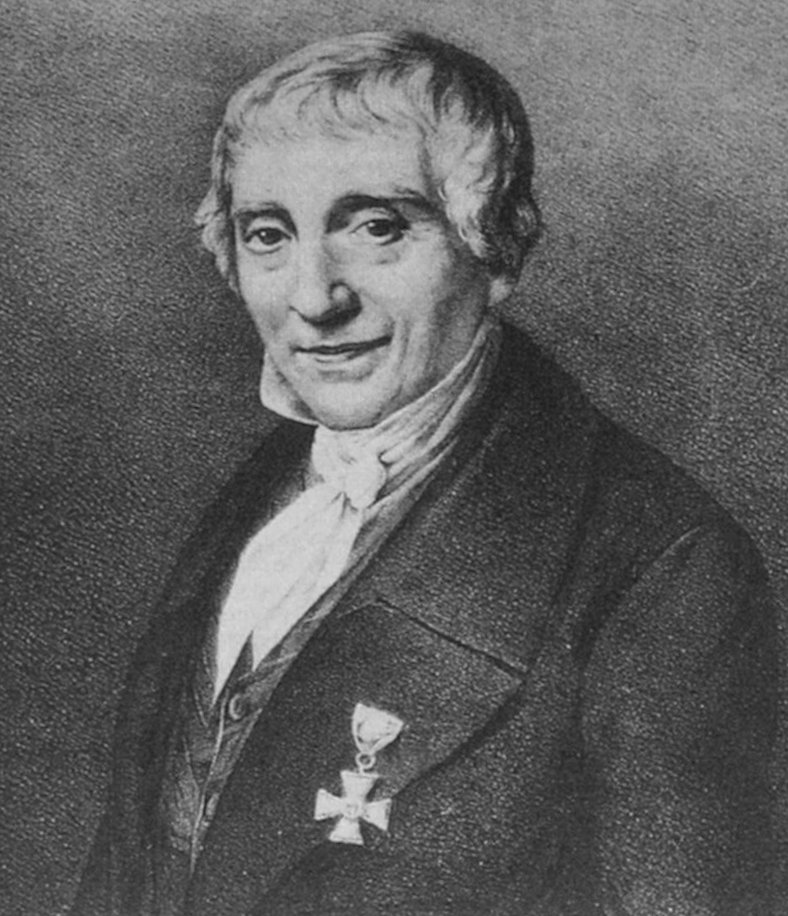
グローテフェント（1802年頃）

ゲオルク・フリードリヒ・グローテフェント（Georg Friedrich Grotefend, 1775年6月9日 - 1853年12月15日）は、ドイツの言語学者、古代史家。古代ペルシア楔形文字を解読したことで知られる。

## 経歴
歴史家カール・ルートヴィヒ・グローテフェントの息子としてハン・ミュンデンに生まれた。16歳まで故郷のラテン語学校に通ったのち、イルフェルトで教育学を学んだ。1795年にゲッティンゲン大学に入学して哲学と神学を学ぶ傍ら、ゲッティンゲンのギムナジウムで教鞭をとった。1803年にフランクフルト・アム・マインの国立ギムナジウムで主任となり、1806年から1821年まで同校の教頭を務めた。1812年から1814年まで、カール・テオドール・フォン・ダールベルク大公がフランクフルト・アム・マインに設立した大学で古典文学の教授を兼任。1819年にドイツ古代学協会の設立者の一人となった。1821年にハノーファーのギムナジウムの校長に就任した。
1849年に隠退したのち、1853年にハノーファーで死去し、同地の墓所に葬られた。孫の一人ヘルマン・グローテフェント（1845年 - 1931年）は歴史家となった。
故郷ハン・ミュンデン、フランクフルト・アム・マイン、ハンブルク、ゲッティンゲン、ハノーファーには、グローテフェントを顕彰してその名を冠した通りがある。また故郷ハン・ミュンデンのギムナジウムは1976年にグローテフェント・ギムナジウムと改称された。

## 楔形文字の解読
グローテフェントはカールステン・ニーブールがアラビア探検の際に写し取ったペルセポリス碑文を元にして、1802年に古代ペルシア楔形文字部分の解読を行い、ゲッティンゲン大学に論文を提出した。ギリシャ語教師でもあったグローテフェントはアケメネス朝ペルシアの王名にも通じており、ペルセポリス碑文に出てくる二人の王名は同音 (K) で始まるキュロスとカンビュセスではないと断定し、また長過ぎることからアルタクセルクセスでもないと推定した。こうして登場する王名がダレイオス1世とクセルクセス1世であると断定したが、これはダレイオスの父が王位に就いていないことと、碑文内の最初の王は王位に就いたことのない人物の息子であることの一致により補強された。
現在から見ると、グローテフェントが同定したと称した文字のうち、正しいと言えるのは10文字程度に過ぎず、あとは誤っていたが、扱った箇所が冒頭の定型文であったことが幸いし、解読結果そのものは正しかった。
グローテフェントの1802年の論文は大学に拒絶された。その後、友人のヘーレンの出版した著作の中にグローテフェントの論文が収録されたが、当初はやはり認められなかった。1820年代以降、徐々にグローテフェントの読みが基本的に正しいことが認められるようになった。また、ローリンソンはグローテフェントの業績を知らず、グローテフェントとほぼ同じ過程をたどって1835年に独自に同じ解読結果にたどりついた。
古代ペルシア楔形文字に関するグローテフェントの全論文は、本人死後の1893年にヴィルヘルム・マイヤーが当時の学会資料に基づいて出版した。

## 著書
- Anfangsgründe der deutschen Prosodie（ドイツ語韻律の基礎）. (Gießen 1815)
- Lateinische Grammatik（ラテン語文法）. 2 Bde. (Frankfurt am Main 1823–1824)
- Neue Beiträge zur Erläuterung der persepolitanischen Keilschrift （ペルセポリス楔形文字の解釈に関する新論考）. Hannover. (1837)
- Neue Beiträge zur Erläuterung der babylonischen Keilschrift （バビロニア楔形文字の解釈に関する新論考）. Hannover. (1840)
- Rudimenta linguae umbricae（ウンブリア語の基礎）. 8 Hefte (Hannover 1835–1838)
- Rudimenta linguae oscae （オスク語の基礎）. Hannover. (1839)
- Zur Geographie und Geschichte von Altitalien（古代イタリアの地理と歴史について）. 5 Hefte (Hannover 1840–1842)